# B. C. Rich
B.C. Rich ist eine US-amerikanische Marke, die akustische und elektrische Gitarren bzw. Bässe produziert. Sie wurde 1969 von Bernardo Chavez Rico in Los Angeles gegründet. Die Instrumente wurden in den 1970er-Jahren von Hard-Rock- und Jazz-Fusion-Musikern gespielt und die Marke erlebte im darauf folgenden Jahrzehnt ihre Glanzzeit mit der Popularität der Metal-Szene. Seit den 2000er-Jahren befindet sich B.C. Rich in Besitz der Hanser Music Group, eine Vertriebsgesellschaft mit Sitz in Hebron, Kentucky. Kennzeichnend für die B.C.-Rich-Instrumente sind ihre außergewöhnliche Körperformen und übertriebene Kurven.

## Kunden

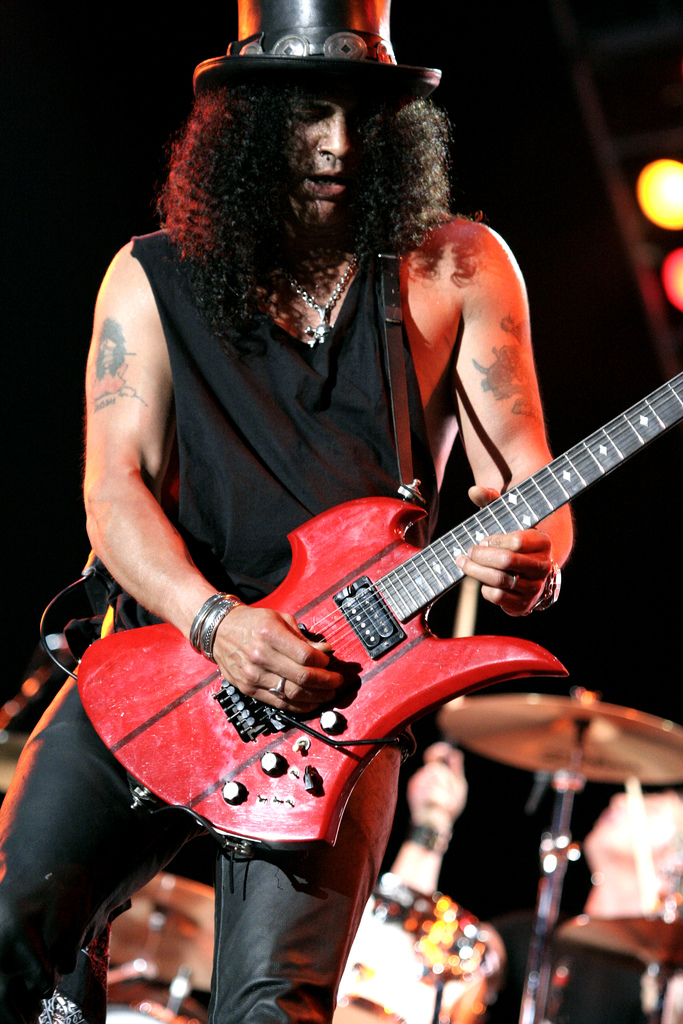
Slash mit einer Mockingbird

Die Instrumente werden häufig von Metal-Bands gespielt, insbesondere von Musikgruppen der Stilrichtungen Thrash Metal, Speed Metal, Heavy Metal, Black Metal oder Death Metal.

## Firmenhistorie
Die Marke hat ihren Ursprung in den 1950er-Jahren in Bernardo's Guitar Shop, einem Werkstattladen in Los Angeles, wo Bernardo Chavez Rico als Gitarrentechniker arbeitete. B.C. Rich begann in den späten 1960er-Jahren elektrische Instrumente herzustellen und brachte 1974 sein erstes Originalmodell, die Seagull, auf den Markt. Die Marke wurde ursprünglich von LD-Heater, einer Tochtergesellschaft von Norlin und Lieferant von Gibson Tonabnehmern, vertrieben. Später baute B.C. Rich seinen eigenen Vertrieb auf und beschaffte sich die Tonabnehmer bei den Firmen Guild und DiMarzio.
Zwischen 1975 und 1977 führte B.C. Rich drei neue Modelle ein: die Mockingbird, die von den Zeichnungen Johnny „Go-Go“ Kallas inspiriert wurde, eine überarbeitete Version der Seagull namens Eagle und schließlich die Bich, ein Modell entworfen von Neal Moser, Gitarrenbauer und Berater bei der Firma. Die Produkte der Marke wurden zu diesem Zeitpunkt von Musikern wie Carlos Alomar, Bill Bodine, Neil Giraldo, Joe Perry und Brad Whitford gespielt. Bis zum Ende der 1970er-Jahre verfügte B.C. Rich über zwei Werkstätten: B.C. North in Alhambra und B.C. South in Tijuana. Die Beschäftigten, zumeist mexikanische Handwerker, stellten die Instrumente mit rudimentären Werkzeugen her. B.C. Rich versuchte damals bereits einen Teil der Produktion nach Japan zu verlagern. Die importierten Gitarren wurden unter dem Namen B.C. Rico vermarktet, um sie von den in den USA produzierten Instrumenten zu unterscheiden. Diese Namenswahl veranlasste jedoch eine Rechtsstreitigkeit mit dem Unternehmen Rico Reeds, und die erste Lieferung B.C.-Rico-Gitarren wurde folglich vom US-Zoll beschlagnahmt. Um ein kostspieliges Gerichtsverfahren zu vermeiden, verzichtete B.C. Rich auf den Namen B.C. Rico.

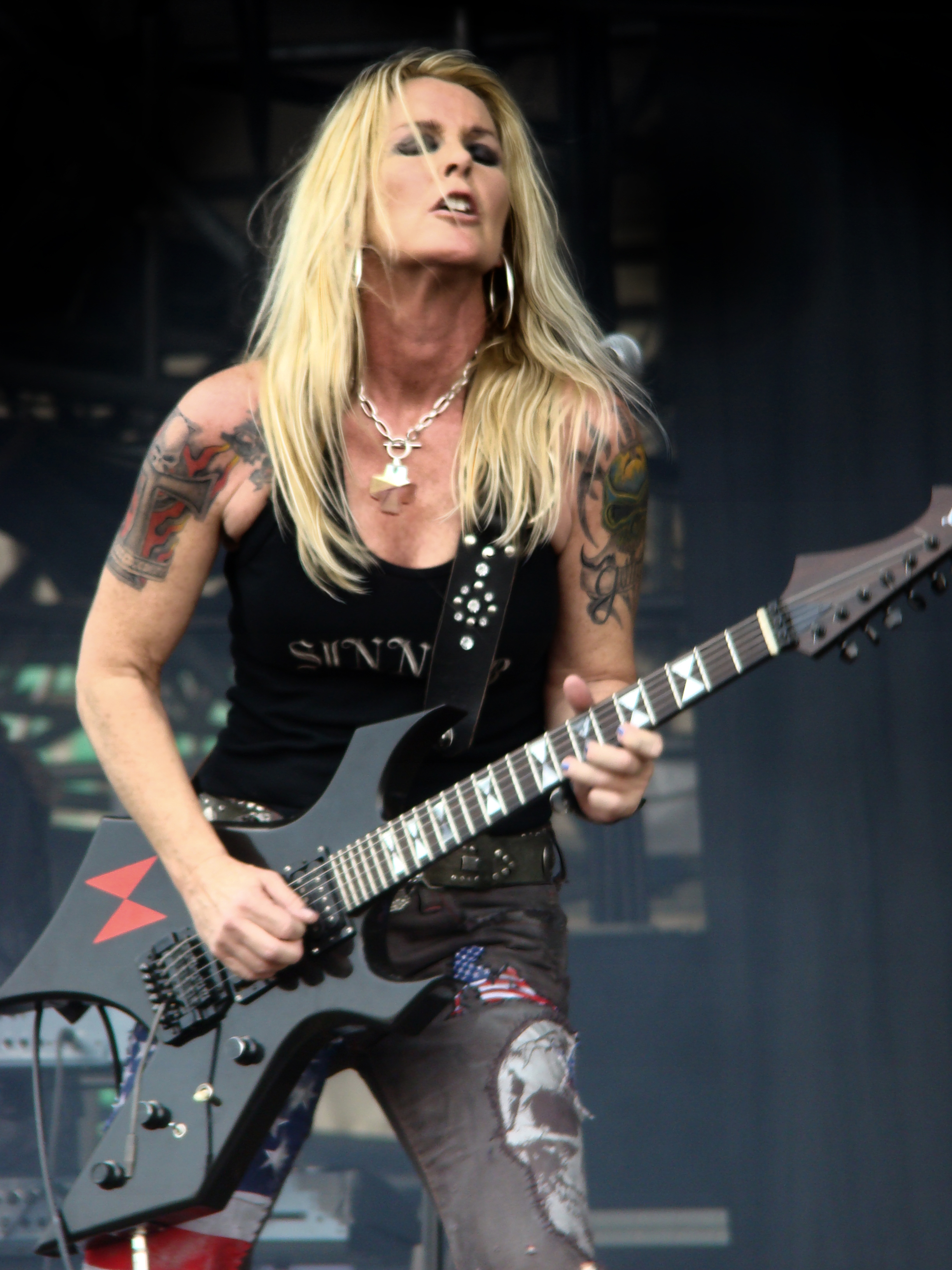
Lita Ford mit ihrer Signature Warlock

In den 1980er-Jahren erweiterte B.C. Rich sein Sortiment mit zwölf neuen Designs, darunter die Warlock, die Wave, die Ironbird, die Stealth und die Widow. Das Unternehmen setzte auch eine Reihe von Änderungen in seiner Organisation fort. 1981 zog die Los Angeleser Werkstatt nach El Monte um und im nachfolgenden Jahr hörte die Produktion von Akustikgitarren auf. Mit dem Aufkommen des Heavy Metal baute die Marke ihre Popularität bei einem neuen wachsenden Publikum. 1983 zählte B.C. Rich 23 bis 28 Mitarbeiter und produzierte jährlich 1700 bis 1800 Instrumente. Um der erhöhten Nachfrage nachzukommen, wandte sich B.C. Rich erneut an die asiatischen Instrumentenbauer. Rich besuchte verschiedene Fabriken in Japan und führte die NJ-Serie (Nagoya Japan) ein. 1984 und 1985 verließen jeweils Mal Stich, Vizepräsident der Firma, und Neal Moser B.C. Rich. Ab 1986 produzierte die südkoreanische Firma Cort die NJ-Modelle und entwickelte B.C. Rich seine eigene Tonabnehmer.
Im Jahr 1987 unterzeichnete B.C. Rich eine Vertriebsvereinbarung mit Class Axe, einem Unternehmen mit Sitz in Warren, New Jersey. Letzteres war verantwortlich für die Förderung und den Vertrieb der Serien NJ, Platinum und Rave und ein Jahr später für ihren Import. Zwei Jahre später bekam Class Axe die Rechte an dem Namen B.C. Rich. Der Sitz und die Produktion zogen nach Warren um und B.C. South wurde geschlossen. Im Jahr 1990 führte die neue Führung B.C. Rich die Acrylic ein. Allerdings konnte Class Axe die handgefertigten Modelle nicht produzieren und verlor damit das Vertrauen mehreren Händlern und Musikern. Darüber hinaus wurde das Image der Marke durch die schlechte Produktion und niedrige Qualitätskontrolle weiter getrübt. Nur ab 1992 war die Firma in der Lage die Handcrafted-Serie zu produzieren. Im gleichen Jahr wurde die Virgin vermarktet. Rico hatte seinerseits eine neue Marke elektroakustischen und elektrischen Gitarren gegründet namens Bernard Mason.
1993 kehrte Rico als Geschäftsführer nach B.C. Rich zurück und versuchte die Marke neu zu beleben. B.C. South war wieder in Betrieb und Rico gründete eine neue Produktionsstätte in Hesperia. Der gesamte Herstellungsprozess erfolgte diesmal aber anders. B.C. South versammelt und verarbeitete das Rohmaterial und die Werkstatt in Hesperia fertigte die Instrumente. In diesen Jahren führte B.C. Rich neue Modelle ein: die Ignitor, V prototype, Beast und die Exclusive (Victor Smith Commemorative Model). Die Marke brachte auch eine Akustikgitarre wieder auf den Markt, die B-41C, die ausschließlich in Kalifornien hergestellt wurde. Nach dem Tod Ricos 1999 trat dessen Sohn Bernie Rico Jr. die Nachfolge an.
2001 erwarb die Vertriebsgesellschaft Hanser Holdings International B.C. Rich mit Rico Jr. an der Leitung der Custom-Shop-Abteilung. 2003 führte das Unternehmen die Exclusive SR ein, eine von Rico Jr. entworfene Serie in Erinnerung an seinen Vater. Obwohl Rico Jr. die Top-Modelle in Hesperia produzieren ließ, vergab er einen Teil des Auftrages an die Werkstatt in Tijuana weiter. Die Instrumente aus B.C. South zeigten jedoch Mängel. Darüber hinaus versuchte Rico Jr. die Produktionskosten mittels kostengünstiger Hardwarekomponenten zu reduzieren. HHI beendete die Zusammenarbeit mit Rico Jr. und wandte sich an die Firma Voodoo Guitar Works in Ohio. 2004 kam die Virgo, eine modifizierte Version der Virgin, heraus. Bis heute bleibt B.C. Rich Teil von HHI, mittlerweile umbenannt in Hanser Music Group. Die Produktion der handgefertigten Modellen geschieht in Cincinnati, während der Rest in China, Südkorea und Indonesien hergestellt wird.

## Die typische Form

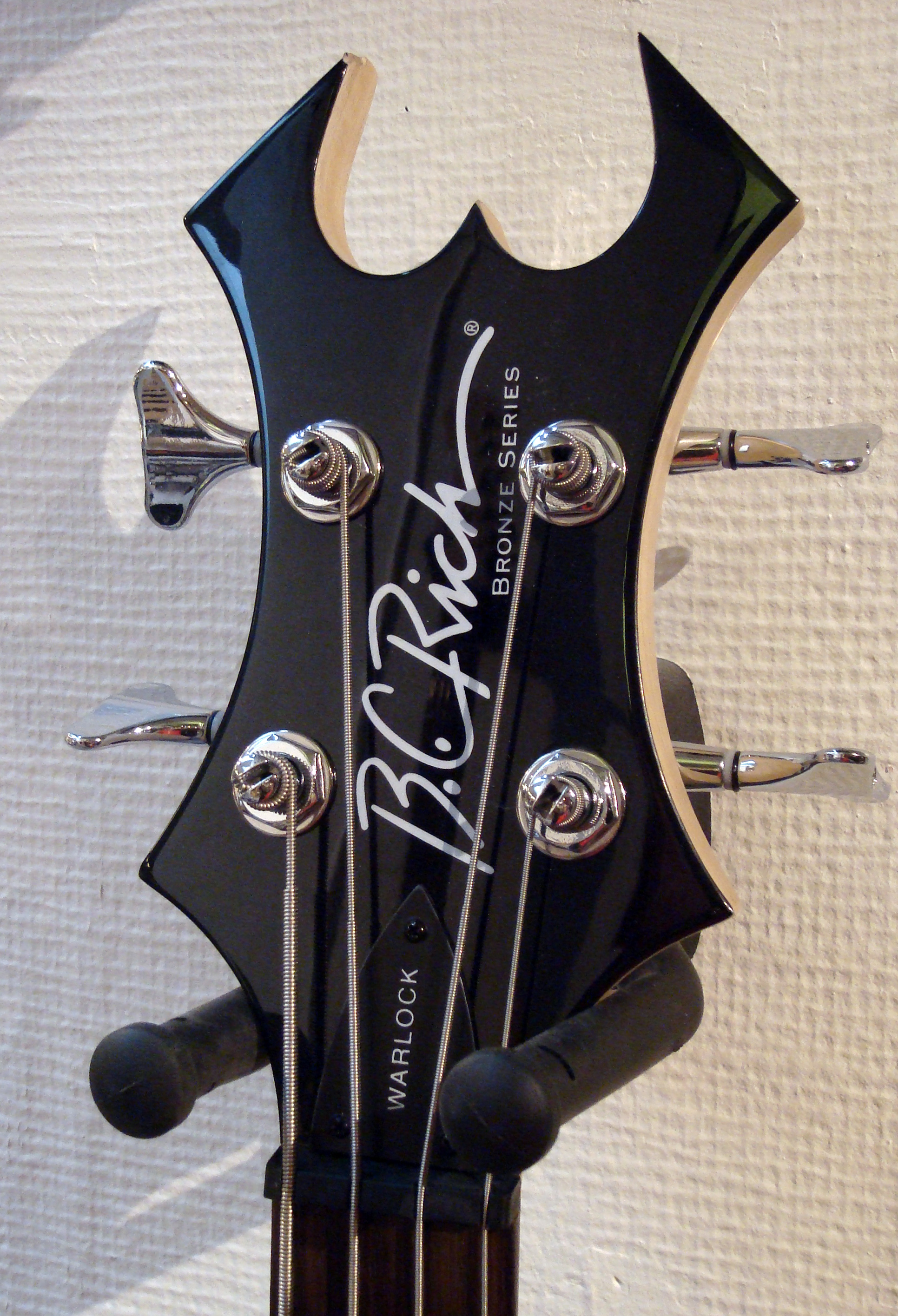
Kopfplatte eines B.C.-Rich-Warlock-E-Basses

B.C.-Rich-Gitarren bzw. -Bässe haben eine spitze, eckige, aggressiv wirkende Form. Von manchen Gitarristen werden die Instrumente von B.C. Rich wegen ihrer Form abgelehnt oder als reine Show-Instrumente betrachtet.
Einige der bekanntesten und beliebtesten Formen, wie die der Modelle Warlock und Bich, wurden wiederholt von anderen Herstellern kopiert bzw. unter Lizenz hergestellt. Gitarristen können bei der Wahl ihrer Gitarre innerhalb des Modellspektrums von B.C. Rich konservativ bleiben, da einige Modelle auf den traditionellen Formen der E-Gitarre wie z. B. Gibson Les Paul (die B.C. Rich „Seagull“ weist Ähnlichkeiten auf) oder Fender Stratocaster (vgl. „Gunslinger“ bzw. „SST“ als Heavy Strat) beruhen.
Prägnant ist bei allen B.C.-Rich-Instrumenten das Initial R (bei den US-Modellen) bzw. das geschwungene Markenlogo (bei den günstigeren asiatischen Instrumenten) auf der Kopfplatte. Eine Ausnahme bildet die „Calibre“-Serie von 2008, welche das R-Logo mit stilisierter Warlock-Gitarre im Aufstrich des „R“ trug und in der tschechischen Republik hergestellt wurde.

## Modelle (Auswahl)
- Asm
- Beast
- Bernie Rico Signature Model
- Bich
- Draco
- Eagle
- Gunslinger
- Heritage
- Ignitor
- Innovator
- Ironbird
- King V/Junior V usw.
- Meegs (eine Telecaster-Form)
- Mockingbird
- Seagull
- Speed V
- SST Widow
- Stealth
- Virgin
- Virgo
- Warlock
- Wave
- Widow
- Zombie
- Warbeast (Mischung aus Warlock und Beast mit serienmäßig Original-Floyd-Rose)
- Beast V (Mischung aus Beast und Kerry King’s „V“, wahlweise als N.-T.-Version mit Floyd-Rose-Tremolo)
  - diverse Show-Instrumente, Messemodelle und Spezialformen nach Kundenvorstellungen, darunter doppelhalsige Gitarren.

2004 wurden die Modelle Beast und Warlock der NJ-Serie als Speedloader angeboten. Das Design hebt sich vor allem durch den Kopf ohne Stimmwirbel von den anderen ab. Speedloader Modelle sind immer mit Floyd-Rose-Tremolo ausgestattet.
Das Modell Mockingbird ist mittlerweile als Speedloader (Mockingbird-Platinum-Pro-Serie) in Deutschland kaum zu bekommen, da es ein Auslaufmodell ist.
Mittlerweile ist B.C. Rich dazu übergegangen seine NJ-Serie mit Neck-thru-Hälsen auszustatten und damit die Bespielbarkeit und den Sustain, die sonst nur Besitzern von Customshop-Modellen vorbehalten war, der breiteren Masse zugänglich zu machen.

## Bedeutung und Bewertung
Unter Musikern ist B.C. Rich eine sehr umstrittene Gitarrenmarke. „Entweder man liebt sie oder hasst sie.“ Im Rahmen des Markennamen B.C. Rich entstanden seit 1974 Gitarren unterschiedlichster Qualitätsstufen. Diese reichen von sehr hochwertigen Modellen aus Handfertigung, bis zu einfachsten Ausführungen aus Massenfertigung. Dabei würden bei den unterschiedlichen Qualitätsstufen die gleichen typischen Korpusformen verwendet. Jede Beurteilung dieser Gitarren muss sich deswegen an den einzelnen Serien, Zeiträumen und Produktionsorten orientieren.
Die Instrumente von B.C. Rich aus US-amerikanischer Fertigung rangieren in der Oberklasse und sind Alternativen zu entsprechenden Gitarren der Hersteller Paul Reed Smith, Gibson, Dean und Alembic.
Bekannt, teuer und in ambitionierten Gitarristenkreisen gefragt sind die handgefertigten Modelle aus US-amerikanischer Produktion, insbesondere aus den 70er und frühen 80er Jahren. Die alten Vintage-Instrumente (mit durchgehender Halskonstruktion, edlen Materialien und anderen speziellen Ausstattungsmerkmalen) sind beliebte Sammlerobjekte.
Der B.C.-Rich-Customshop wurde damals von Neal Moser geleitet. Neal Moser entwickelte u. a. das Modell „Bich“ mit seiner prägnanten Korpusform, wahlweise sechs oder zehn Saiten und der ausgefeilten aktiven Elektronik zur Klangmodifikation.
Die Instrumente der NJ-Serie werden in Japan hergestellt und weisen eine dem Preis entsprechende gute Verarbeitung, Bespielbarkeit und Klangqualität auf. Besonders die Modelle aus den frühen und mittleren 1980er Jahren sind von hoher Qualität und schwer erhältlich.
Moser, der B.C. Rich Mitte der 80er Jahre verließ, setzt heute mit seinem eigenen Moser Custom Shop (MCS) die Tradition der Kleinserienproduktion hochwertiger und innovativ gestalteter Instrumente fort und steht in direkte Konkurrenz zum B.C.-Rich-Customshop. U. a. werden dabei alte Originalentwürfe neu interpretiert oder auch Vintage-Gitarren restauriert. Eigene Moser-Modelle sind die „Bich PMS“ (Kleinserie nach Vorbild des Original-Prototyps), „Moser 10“, „Genesis“, „Evil B“ (Spin-off der „Bich“) „Bastard V“, „Wraith“, „Arachnid“, „BeastMaster“, „Morpheus“, „Scythe“ u. a.

## Bildgalerie

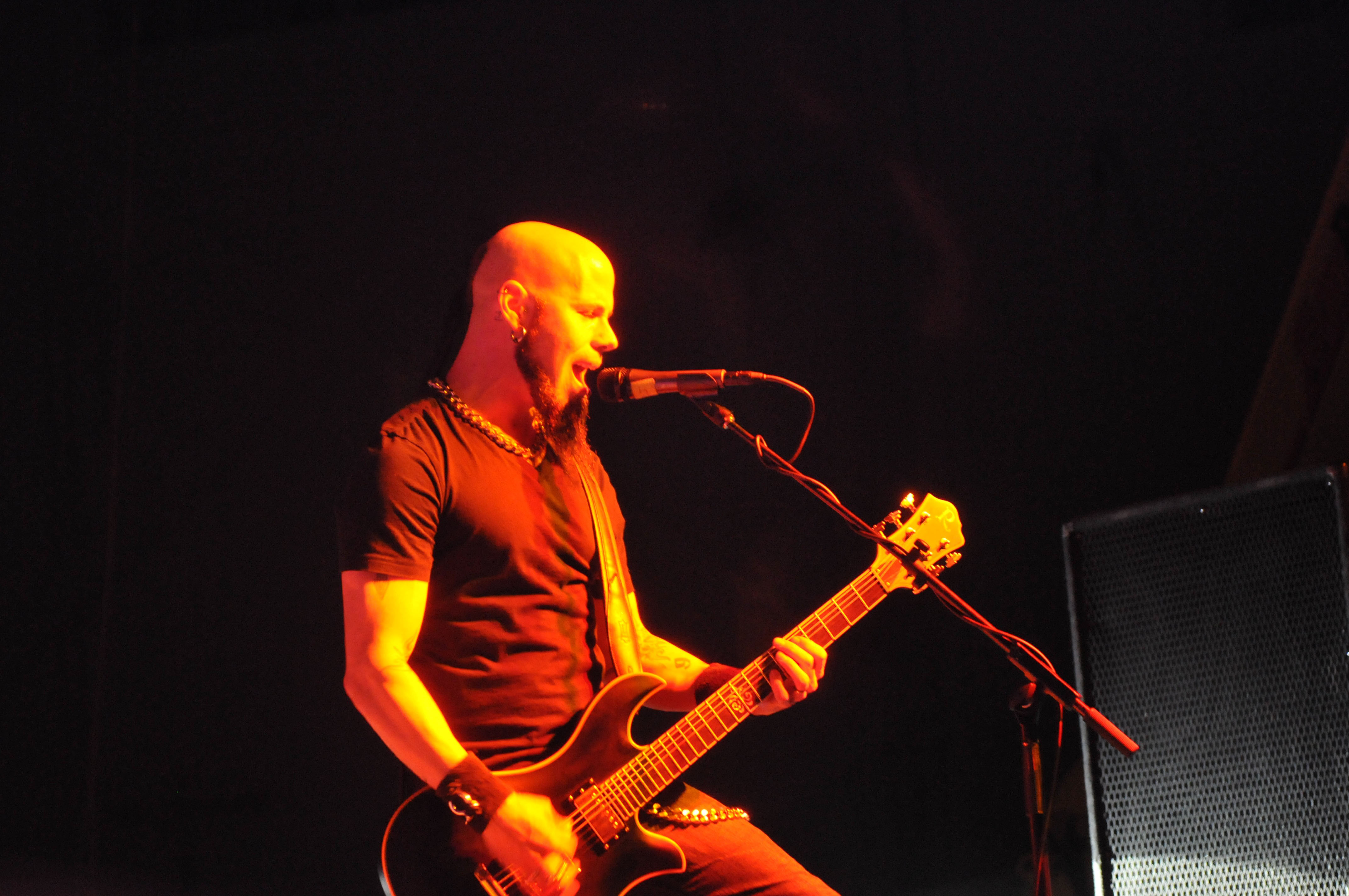
C. J. Pierce mit seiner Signature Eagle
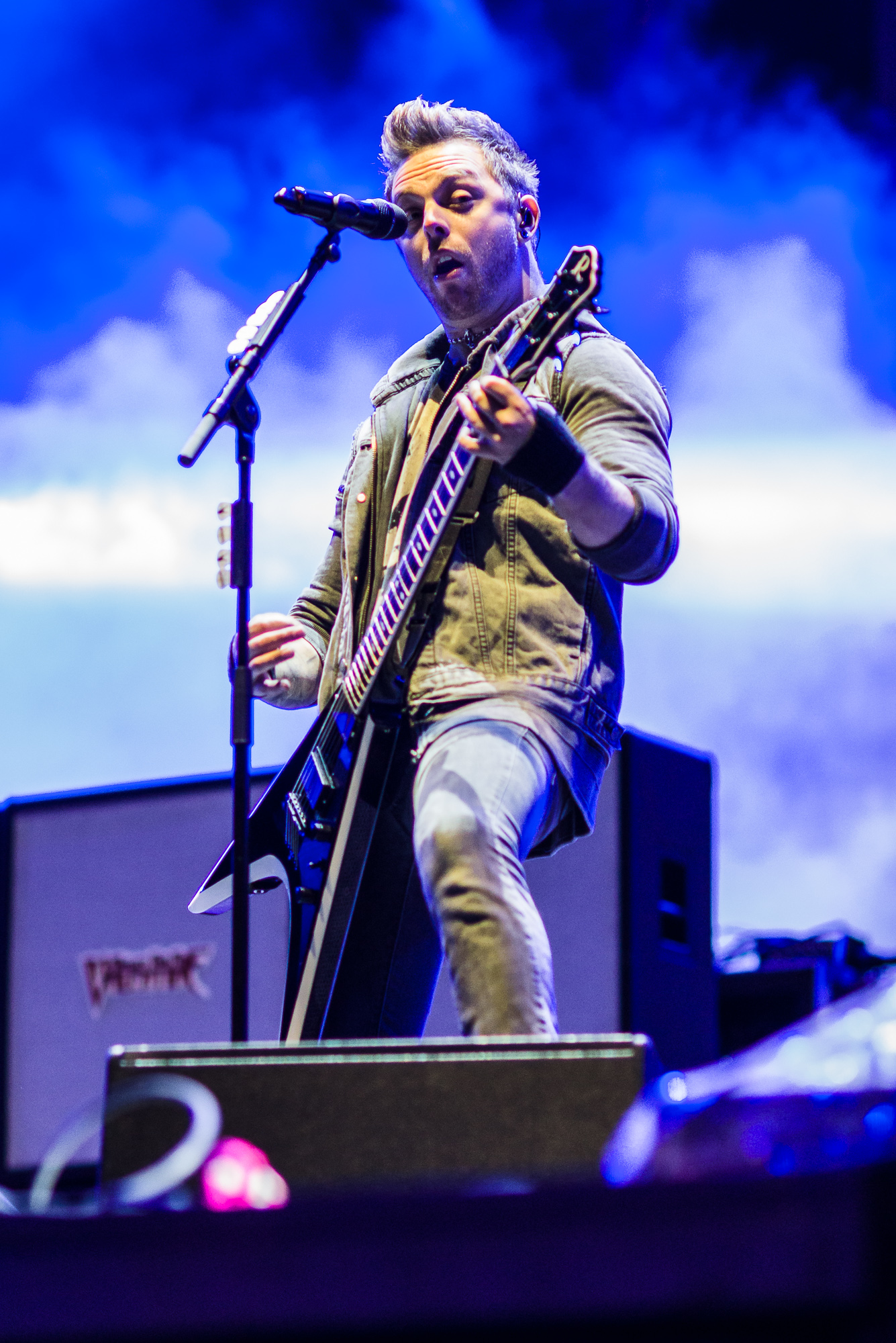
Matt Tuck mit seiner Signature V
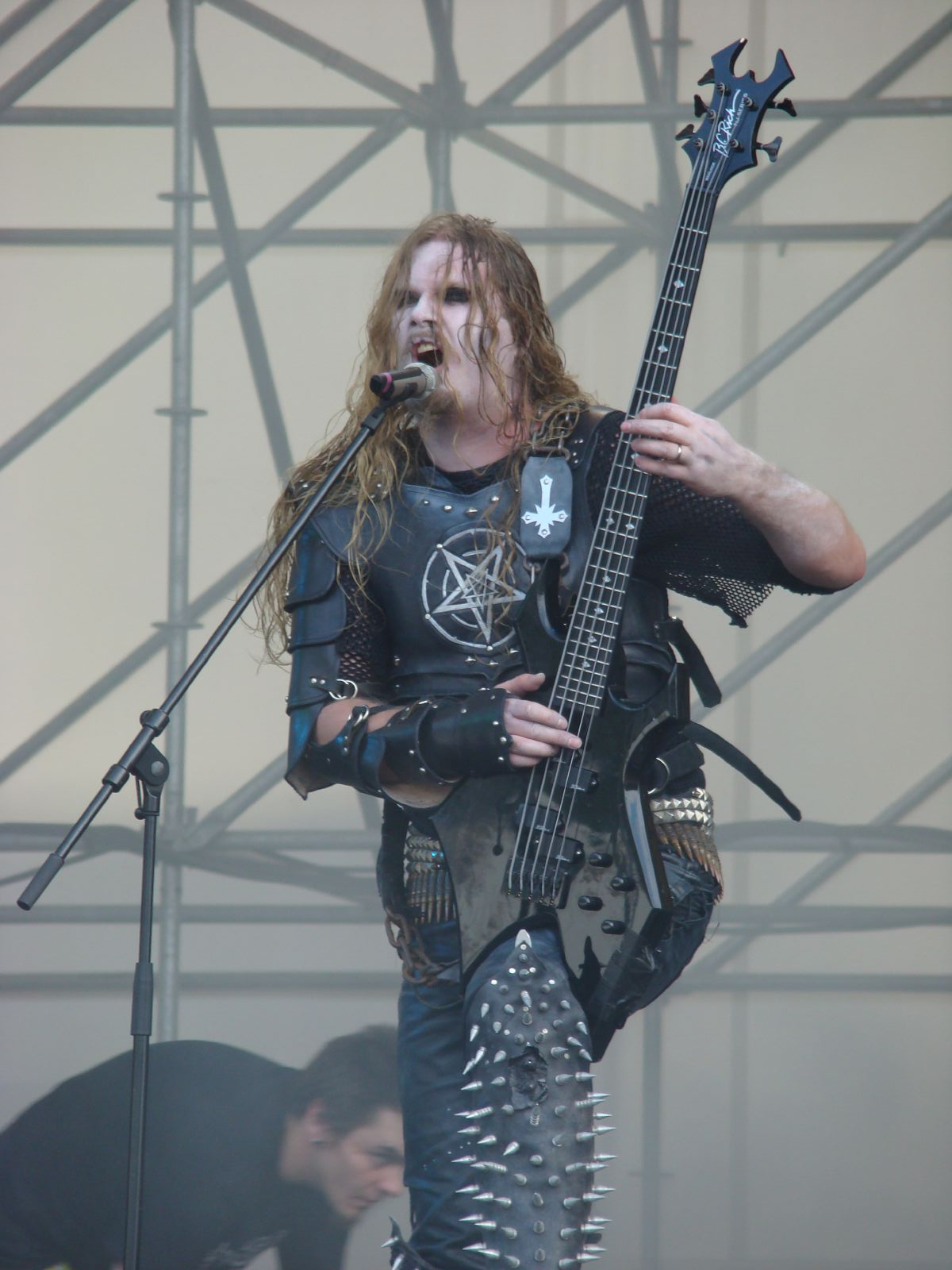
ICS Vortex mit einem Warlock-Bass
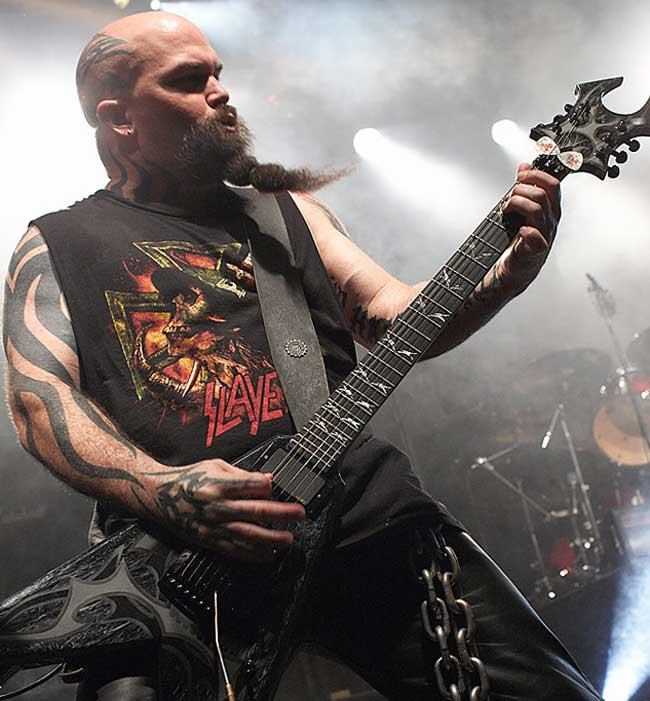
Kerry King mit seiner Signature KKV
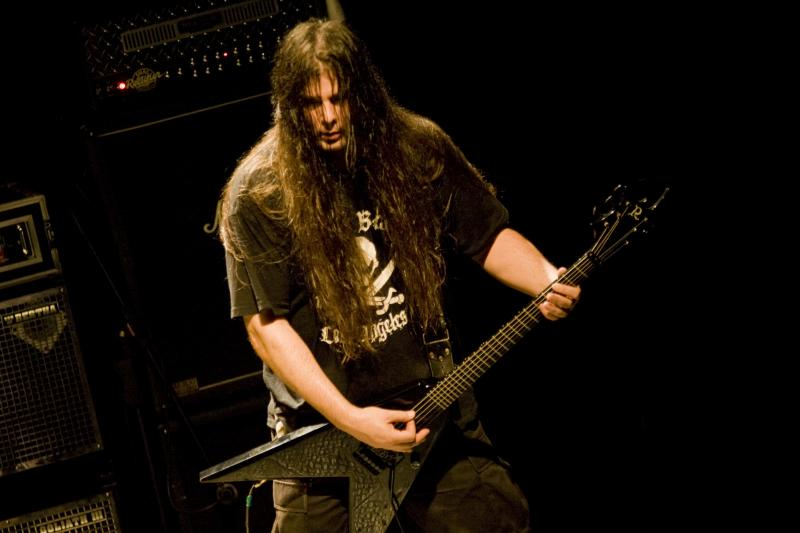
Pat O’Brien mit einer JR V Custom Shop
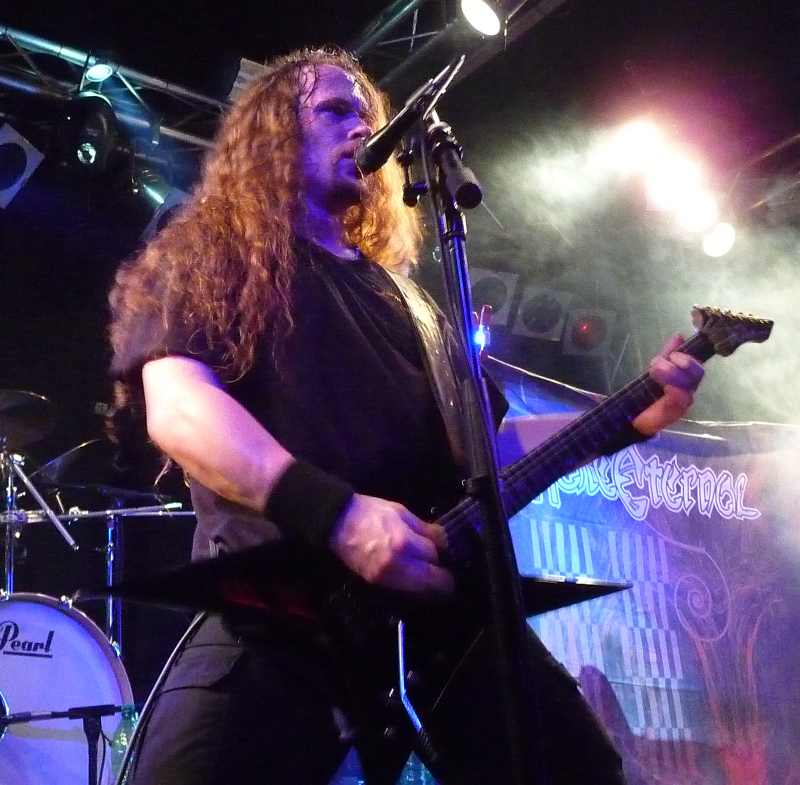
Erik Rutan mit einer Ironbird
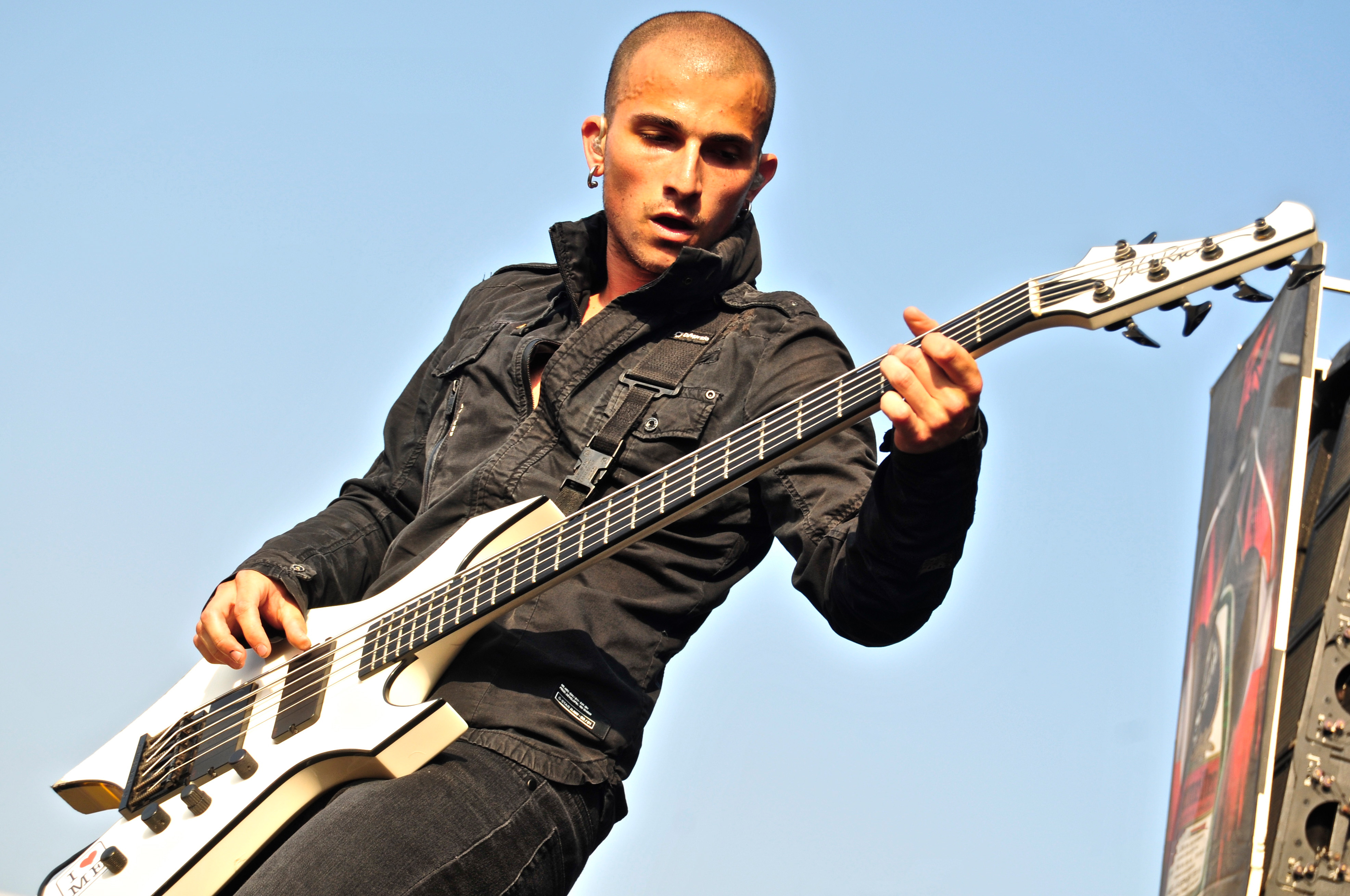
Paolo Gregoletto mit seinem Signature-Warlock-Bass
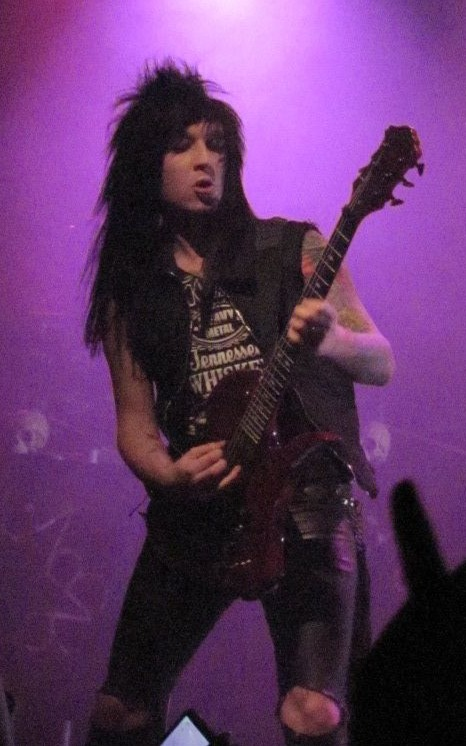
Jake Pitts mit einer Mockingbird
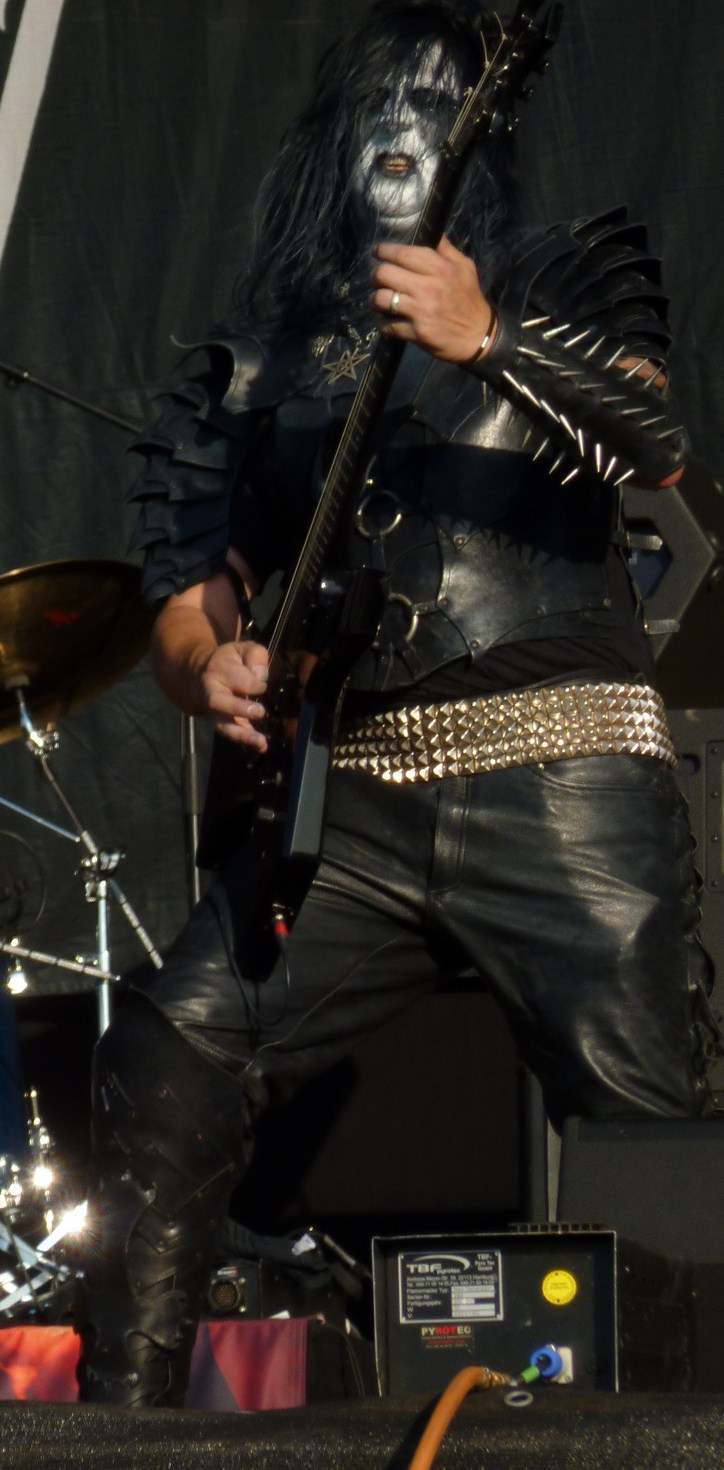
Lord Ahriman mit einer Warlock
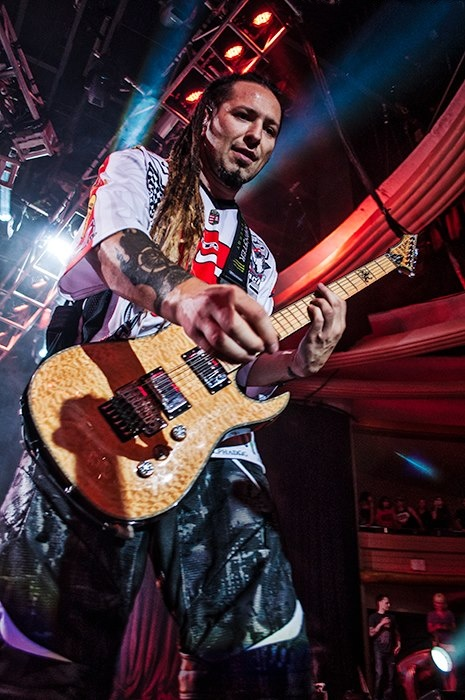
Zoltán Báthory mit seiner Signature-ASM
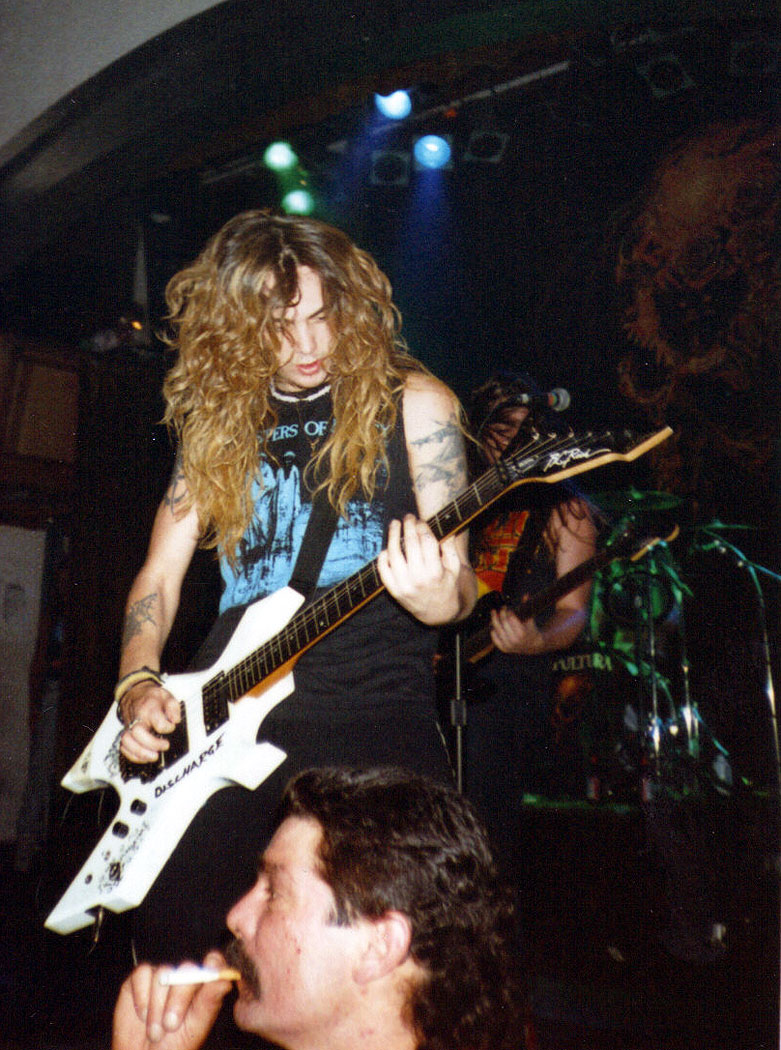
Max Cavalera mit einer Warlock
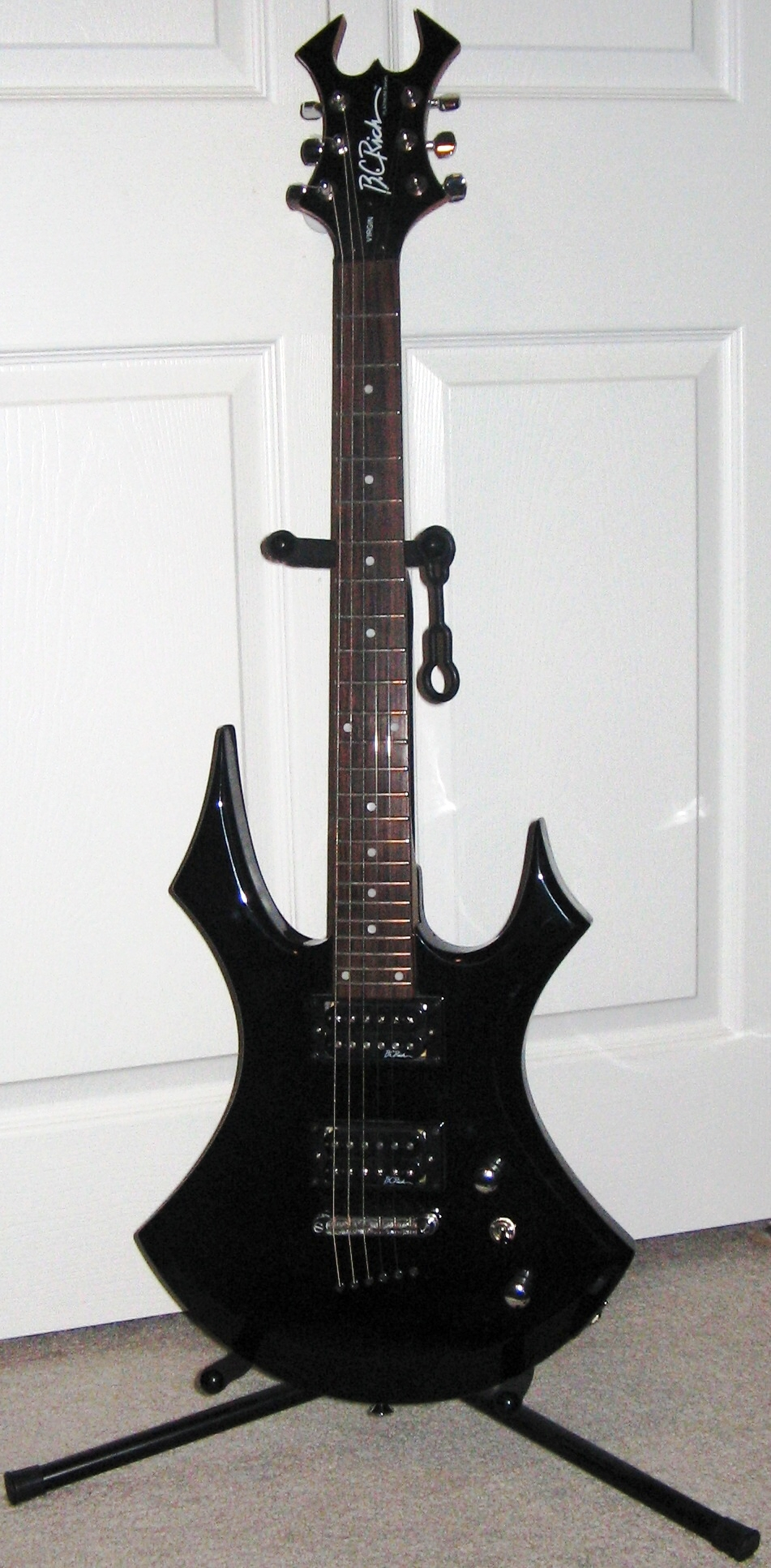
B.C. Rich Virgin